# Stuart Little (film)
Série Stuart Little
Stuart Little 2
(2002)
Pour plus de détails, voir Fiche technique et Distribution.
Stuart Little, ou Petit Stuart au Québec, est un film germano-américain réalisé par Rob Minkoff en 1999. Ce film est la première partie de la trilogie Stuart Little, constituée également de Stuart Little 2 (2002) et de Stuart Little 3 (2005). Il est inspiré du roman jeunesse Stuart Little d'E. B. White.
Le film raconte l'histoire d'Eleanor et Frederick Little qui, désirant adopter un enfant qui pourra jouer le rôle de frère auprès de leur fils George, se rendent dans un orphelinat et sont séduits par Stuart, une petite souris. Mais Stuart aura bien du mal à se faire accepter par George, et surtout par le chat Snowbell.
Le film a reçu des critiques généralement positives et un succès commercial, rapportant plus de 300 millions de dollars dans le monde entier. Il a été nommé pour l’Oscar des meilleurs effets visuels.

## Synopsis
New York, toute la famille est impressionnée par Stuart, le « petit nouveau » adopté dans un orphelinat par Eleanor et Frederick Little, sauf George, leur autre fils, qui affirme que « ce n'est pas son frère, c'est une souris ». Peiné, il avoue à ses parents adoptifs ressentir un vide. M. et Mme Little, intrigués par la révélation mystérieuse de Stuart, décident d'enquêter sur sa famille.
Un jour, Snowbell croise Monty, son ami chat de rue. Il le chasse, ayant peur que celui-ci découvre qu'il est l'animal de compagnie d'une souris. Hélas il trouve Stuart et se moque de Snowbell ; ce n'est pas normal qu'un chat de salon cohabite avec une souris. Furieux, Snowbell poursuit Stuart qui s'enfuit dans la chambre de George. Ils discutent joyeusement et George commence à s'attacher à lui. Il lui donne même un petit cabriolet rouge. Puis Stuart découvre le WASP, un bateau que George a commencé à faire pour la course de bateaux. Ils décident de s'y mettre ensemble. De son côté Snowbell, furieux et honteux de sa situation, contacte Smokey, caïd d'une bande de chats de gouttière, dont Monty fait partie, afin que celui-ci le débarrasse de Stuart.
Peu de temps après a lieu la course de bateaux télécommandés à Central Park ; Stuart et George font équipe, Stuart prenant la direction du WASP après que la télécommande a été cassée et, après quelques péripéties, ils gagnent la course. À partir de ce jour, un vrai lien se crée entre Stuart et George, qui le considère à présent comme son frère, et ils deviennent inséparables. Toute la famille Little se réunit alors pour fêter leur victoire et Stuart se sent enfin membre à part entière de la famille. Le soir même, un couple de souris, Reginald et Camille Stout, se présente chez les Little et prétendent être ses vrais parents. Après une discussion au cours de laquelle ils font comprendre aux Little qu'ils ne pourront jamais combler le vide qu'il ressent, et malgré les réticences d'Eleanor Little qui sent que quelque chose cloche, ils l'emmènent avec eux.
Quelques jours après son départ, Mme Keeper, la directrice de l'orphelinat dans lequel il a été adopté, apprend aux Little que les parents de Stuart sont morts dans un accident dans une épicerie depuis des années ; ces derniers comprennent alors que les Stout sont des imposteurs et appellent la police. Snowbell, sentant la situation se compliquer, file avertir Smokey qui décide alors d'éliminer Stuart. Les Stout, pris de remords, ne peuvent se résoudre à le livrer aux chats et lui avouent la vérité. Stuart, fou de joie, comprend qu'il est véritablement un Little et part retrouver sa famille. Mais les chats sont à ses trousses…
Entre-temps, toute la famille se met à sa recherche et lorsqu'il parvient enfin jusqu'à la maison Little, après avoir réussi à semer les chats, ils sont déjà partis. Snowbell profite de l'occasion qui se présente pour faire partir Stuart pour toujours, et lui fait croire qu'ils sont tous plus heureux depuis son départ. Le cœur brisé, Stuart s'en va dans Central Park… Mais les autres chats n'ont pas abandonné l'idée de le manger et le poursuivent dans le parc. Finalement, Snowbell regrettera son geste et le sauvera des griffes de Smokey et sa bande.
Ils rentrent alors chez les Little et toute la famille est enfin réunie et heureuse.

## Fiche technique
Sauf indication contraire, les informations mentionnées dans cette section peuvent être confirmées par la base de données cinématographiques IMDb,  présente dans la section « Liens externes ».
- Titre original et français : Stuart Little
- Titre québécois : Petit Stuart
- Réalisation : Rob Minkoff
- Scénario : M. Night Shyamalan et Greg Brooker, d'après le livre d'E. B. White
- Musique : Alan Silvestri
- Direction artistique : Philip Toolin
- Décors : Bill Brzeski et Clay A. Griffith
- Costumes : Joseph A. Porro
- Photographie : Guillermo Navarro
- Son : Doug Hemphill, Paul Massey
- Montage : Tom Finan
- Superviseur des effets visuels : John Dykstra
- Production : Douglas Wick
  - Production associée : Brian E. Frankish
  - Production déléguée : Jeff Franklin, Jason Clark et Steve Waterman
- Société de production[1] : Columbia Pictures, Red Wagon Entertainment, Global Medien KG et Franklin/Waterman Productions
- Société de distribution[1] : Sony Pictures Releasing (États-Unis), Columbia Pictures (International)
- Pays d'origine :  Allemagne,  États-Unis
- Langue originale : anglais
- Genre : comédie, animation, aventure
- Budget de production (estimation) : 103 000 000 $ [réf. souhaitée]
- Durée : 84 minutes
- Dates de sortie[2] :
  - États-Unis, Canada : 17 décembre 1999
  - Belgique : 1er mars 2000
  - France : 12 avril 2000
  - Allemagne : 20 avril 2000
- Classification[3] :
  -  États-Unis : Certaines scènes peuvent heurter les enfants - Accord parental souhaitable (PG - Parental Guidance Suggested).
  -  Allemagne : Tous publics (FSK 0).
  -  France : Tous publics (visa d'exploitation no 98637 délivré le 18 février 2000)[4] (Conseillé à partir de 8 ans)[5].

## Distribution

### Acteurs
- Geena Davis (VF : Annie Le Youdec ; VQ : Claudie Verdant) : Eleanor Little
- Hugh Laurie (VF : Érik Colin ; VQ : Jean-Luc Montminy) : Frederick Little
- Jonathan Lipnicki (VF : Maxime Nivet ; VQ : Xavier Morin-Lefort) : George Little
- Julia Sweeney (VF : Dorothée Pousséo ; VQ : Anne Dorval) : Mme Keeper
- Jeffrey Jones (VQ : Hubert Gagnon) : Oncle Crenshaw
- Connie Ray : Tante Tina
- Allyce Beasley : Tante Beatrice
- Estelle Getty : Grand-mère Estelle
- Patrick Thomas O'Brien : le mari de Béatrice
- Harold Gould (VQ : ) : Papi Spencer
- Miles Marsico : Anton Gartman
- Jim Doughan (VF : Thierry Wermuth ; VQ : Jacques Lavallée) : l'inspecteur Allen
- Jon Polito : l'inspecteur Sherman
- Dabney Coleman (VF : Pierre Hatet ; VQ : Hubert Fielden) : Dr Beechwood
- Taylor Negron : le vendeur du magasin de jouets

### Voix
- Michael J. Fox (VF : Antoine de Caunes ; VQ : Daniel Lesourd) : Stuart Little
- Nathan Lane (VF : Bernard Alane ; VQ : François L'Écuyer) : Snowbell
- Chazz Palminteri (VF : Richard Bohringer ; VQ : Luis de Cespedes) : Smokey
- Steve Zahn (VF : Stéphane Ronchewski ; VQ : Daniel Picard) : Monty
- Jim Doughan (VF : Thierry Wermuth ; VQ : Jacques Lavallée) : Lucky
- David Alan Grier (VF : Daniel Lafourcade ; VQ : François Sasseville) : Red
- Bruno Kirby (VF : Philippe Peythieu ; VQ : Manuel Tadros) : Reginald Stout
- Jennifer Tilly (VF : Michèle Buzynski ; VQ : Claudine Chatel) : Camille Stout
- Stan Freberg (VF : Sylvain Lemarié ; VQ : Benoît Rousseau) : le présentateur de la course

## Production

### Développement
Le développement du film a commencé chez Columbia Pictures en 1997, lorsque la production a stagné sur une adaptation cinématographique de la comédie musicale Into the Woods, avec laquelle Rob Minkoff devait à l'origine faire ses débuts en tant que réalisateur live action. À la recherche d'un itinéraire alternatif, les chefs de studio l'ont informé qu'ils avaient obtenu les trois adaptation du roman Stuart Little de E. B. White. Douglas Wick est prêt à produire sous sa bannière Red Wagon Entertainment. C'était après avoir lu le scénario de M. Night Shyamalan qu'il a ensuite accepté de réaliser. Au début de 1998, le studio a officiellement annoncé Minkoff comme réalisateur, avec un budget initialement fixé à moins de 90 millions de dollars. Pour Shyamalan, il s’occuper de son film Sixième Sens. Lors de son premier long métrage en live action, Minkoff a réalisé divers courts métrages combinant l'action réelle et l'animation plus tôt dans sa carrière, ce qui l'a aidé à gagner le poste, ainsi que le succès écrasant de son travail de co-réalisation sur Le Roi Lion. Tous les chats présentés dans le film étaient réels et ont été dressés par Boone's Animals for Hollywood. Les médias ont initialement affirmé que le film serait classé G, mais le ton plus sombre du troisième acte aurait pour conséquence que la MPAA lui donnerait une cote PG.

### Tournage
Le tournage a commencé le 3 août 1998, à la fois sur place à New York et à Central Park, et sur les plateaux de Sony Pictures Studios à Culver City, en Californie. Le stage 30 a été convertie en plateau pour la scène de course de bateaux et le stage 15 est devenue l'extérieur de la rue de la 5e Avenue sur laquelle vit la petite famille. Après 12 semaines de production, le tournage s'est terminé le 11 novembre. L'ensemble du tournage a été décrit comme "lisse" et "agréable" par les membres de l'équipe.

## Accueil

### Accueil critique
Sur Rotten Tomatoes, 67 % des critiques ont donné au film une critique positive basée sur 97 réponses avec une note moyenne de 6,4/10. Le consensus du site se lit comme suit : "Les critiques disent que Stuart Little est charmant avec les enfants et les adultes pour son humour et ses effets visuels." Sur Metacritic, le film a un score de 61 sur 100 sur 32 critiques, ce qui indique des critiques "généralement favorables". Le public interrogé par CinemaScore a donné au film une note moyenne de "A-" sur une échelle de A+ à F.
Jesus Freak Hideout a déclaré que "du début à la fin, Stuart Little est un film familial presque impeccable" tandis que Stephen Holden du New York Times avait déclaré que "le seul élément qui ne s'harmonise pas complètement avec le reste du film est la figure numérique visuellement non remarquable de Stuart".
En France, sur le site Allociné, la note moyenne du film pour les 17 critiques de presse française recensées est de 3,2 sur 5, et la note moyenne des critiques du public est de 2,5 sur 5.

### Box-office
Stuart Little est sorti en salles le 17 décembre 1999. Lors de son week-end d'ouverture, Stuart Little a rapporté 15 millions de dollars, ce qui le place au premier rang de détrôner Toy Story 2. Il est tombé à la deuxième place au cours de son deuxième week-end, mais est revenu à la première place lors de son troisième week-end avec 16 millions de dollars. Selon Box Office Mojo, son brut final aux États-Unis et au Canada était de 140 millions de dollars et il a rapporté 160,1 millions de dollars au box-office international, pour un total estimé à 300 millions de dollars dans le monde.
- Nombre d'entrées en France : 1 849 872
- Recettes USA : 140 015 224 $
- Recettes mondiales : 298 800 000 $

## Distinctions
Entre 1999 et 2000, Stuart Little a été sélectionné 21 fois dans diverses catégories et a remporté 7 récompenses,.

### Récompenses
| Année | Festivals de cinéma                                                 | Prix                                                             | Lauréat(es)                                                     |
| ----- | ------------------------------------------------------------------- | ---------------------------------------------------------------- | --------------------------------------------------------------- |
| 2000  | Société Américaine des Compositeurs, Auteurs et Éditeurs de Musique | Prix ASCAP des meilleurs films au box-office                     | Alan Silvestri                                                  |
| 2000  | Prix internationaux des moniteurs (International Monitor Awards)    | Prix moniteur des sorties cinémas - Effets visuels               | -                                                               |
| 2000  | Prix internationaux des moniteurs (International Monitor Awards)    | Prix moniteur des sorties cinémas - Animation 3D                 | -                                                               |
| 2000  | Prix internationaux des moniteurs (International Monitor Awards)    | Prix moniteur des sorties cinémas - Meilleure réalisation        | -                                                               |
| 2000  | Prix des jeunes artistes                                            | Prix des jeunes artistes du meilleur film de comédie             | -                                                               |
| 2000  | Prix Jeune Star                                                     | Prix Jeune Star du meilleur jeune acteur dans un film de comédie | Jonathan Lipnicki                                               |
| 2000  | Prix Satellites                                                     | Prix Satellite d'or des meilleurs effets visuels                 | John Dykstra, Jerome Chen, Henry F. Anderson III et Eric Allard |

### Nominations
| Année | Festivals de cinéma                                                             | Catégorie                                                                                          | Nommé(es)                                                     |
| ----- | ------------------------------------------------------------------------------- | -------------------------------------------------------------------------------------------------- | ------------------------------------------------------------- |
| 1999  | The Stinkers Bad Movie Awards                                                   | Pire performance d'un enfant dans un rôle vedette                                                  | Jonathan Lipnicki                                             |
| 2000  | Académie des films de science-fiction, fantastique et d'horreur - Saturn Awards | Meilleur film fantastique                                                                          | -                                                             |
| 2000  | Académie des films de science-fiction, fantastique et d'horreur - Saturn Awards | Meilleure actrice dans un second rôle                                                              | Geena Davis                                                   |
| 2000  | Académie des films de science-fiction, fantastique et d'horreur - Saturn Awards | Meilleurs effets visuels                                                                           | John Dykstra, Jerome Chen, Henry F. Anderson III, Eric Allard |
| 2000  | Oscars du cinéma,                                                               | Meilleurs effets visuels                                                                           | John Dykstra, Jerome Chen, Henry F. Anderson III, Eric Allard |
| 2000  | Prix Annie                                                                      | Meilleure réalisation individuelle pour l'animation de personnages                                 | Sean Mullen                                                   |
| 2000  | Prix Annie                                                                      | Meilleure réalisation individuelle pour l'animation d'effets                                       | Rob Bredow                                                    |
| 2000  | Prix Annie                                                                      | Meilleure réalisation individuelle pour l'écriture dans une production de long métrage d'animation | M. Night Shyamalan et Greg Brooker                            |
| 2000  | Prix des jeunes artistes                                                        | Meilleur second rôle masculin dans un film (Jeune acteur)                                          | Miles Marsico                                                 |
| 2000  | Prix des jeunes artistes                                                        | Meilleur jeune acteur âgé au maximum de 10 ans dans un film                                        | Jonathan Lipnicki                                             |
| 2000  | Prix du choix des enfants                                                       | Voix favorite d'un film d'animation                                                                | Michael J. Fox                                                |
| 2000  | Prix du choix des enfants                                                       | Animal mignon préféré                                                                              | -                                                             |
| 2000  | Prix du divertissement à succès                                                 | Meilleur film familial (Internet uniquement)                                                       | -                                                             |
| 2000  | Prix Satellites                                                                 | Meilleur film d'animation                                                                          | -                                                             |

## Découverte d'un tableau grâce au film
En 2009, l'historien de l'art Gergely Barki, qui regardait le film à la télévision avec sa fille, a remarqué un tableau présent dans l'un des décors. Il s'agissait de la toile La Dame endormie au vase noir du peintre avant-gardiste hongrois Róbert Berény, jusqu'alors considérée comme perdue. L'un des décorateurs du film l'avait achetée chez un antiquaire de Pasadena pour une somme modeste. Après avoir contacté le studio, le tableau a été retrouvé et mis aux enchères.